# Bistum Linares (Mexiko)
Das Bistum Linares (lat.: Dioecesis Linarina, span.: Diócesis de Linares) ist eine in Mexiko gelegene römisch-katholische Diözese mit Sitz in Linares. 

## Geschichte
Das Bistum Linares wurde am 30. April 1962 durch Papst Johannes XXIII. mit der Apostolischen Konstitution Proficientibus cotidie aus Gebietsabtretungen des Erzbistums Monterrey errichtet und diesem als Suffraganbistum unterstellt.

## Bischöfe von Linares
- Anselmo Zarza Bernal, 1962–1966, dann Bischof von León
- Antonio Sahagún López, 1966–1973
- Rafael Gallardo García OSA, 1974–1987, dann Bischof Tampico
- Ramón Calderón Batres, 1988–2014
- Hilario González García, 2014–2020, dann Bischof von Saltillo
- César Alfonso Ortega Díaz, seit 2021